# Malcolm Sargent
Sir Harold Malcolm Watts Sargent (ur. 29 kwietnia 1895 w Ashford w hrabstwie Kent, zm. 3 października 1967 w Londynie) – brytyjski dyrygent.

## Życiorys
Uczęszczał do Royal College of Organists w Londynie. W latach 1912–1914 był zastępcą organisty w katedrze w Peterborough, następnie organistą w Melton Mowbray. Studiował na Durham University, w 1919 roku uzyskując tytuł doktora. Jako dyrygent debiutował w 1921 roku w Leicester. Od 1923 roku wykładał w Royal College of Music. Od 1933 roku współpracował z orkiestrą The Hallé w Manchesterze, w latach 1939–1942 był jej pierwszym dyrygentem. W następnych latach dyrygował Royal Liverpool Philharmonic (1943–1949) i BBC Symphony Orchestra (1950–1957). Od 1948 roku corocznie dyrygował koncertami The Proms. W 1947 roku otrzymał tytuł szlachecki.
W jego repertuarze dominowała muzyka późnego romantyzmu i muzyka twórców XX-wiecznych. Poprowadził prawykonania wielu oper, m.in. Ralpha Vaughana Williamsa (Hugh the Drover 1924, Sir John in Love 1929, Riders to the Sea 1937), Williama Waltona (Troilus and Cressida 1954) i Gustava Holsta. Występował ze swoim repertuarem w licznych krajach, odbył podróże koncertowe m.in. do Australii (1936, 1938, 1939), Palestyny (1937), na Daleki Wschód (1962), do ZSRR i USA (1963).
Posiadał brytyjską Odznakę Rycerza Kawalera od 1947, krzyże komadorskie z gwiazdami szwedzkiego Orderu Gwiazdy Polarnej od 1956 i fińskiego Orderu Białej Róży od 1965 oraz krzyż kawalerski francuskiej Legii Honorowej od 1967.